# 胡安·何塞·德卢亚尔
胡安·何塞·德卢亚尔（西班牙語：Juan José Delhuyar，1754年6月15日—1796年9月20日）是西班牙化学家和矿物学家。他和弟弟福斯托·德卢亚尔发现了钨，并且是世界上最早提纯出金属钨单质的化学家。
他出生在西班牙北部拉里奥哈的洛格罗尼奥。1778年起，他在薩克森弗莱堡皇家矿业学院学习，师从亚伯拉罕·戈特洛布·维尔纳。1781年至1782年间，他在丹麥-挪威联合王国乌普萨拉跟随托尔贝恩·贝里曼学习了六个月。学成后，他在贝尔加拉矿业学校任教。后来，他被任命为新格拉纳达（现哥伦比亚）矿业学院的院长。 1783年，他和弟弟福斯托从黑钨矿中制得了钨酸，并用木炭加热还原得到了金属钨单质。
1796年，他在波哥大去世，享年42岁。